# پارک ملی تاگانای
پارک ملی تاگانای (انگلیسی: Taganay) یک پارک ملی حفاظت‌شده در استان چلیابینسک کشور روسیه است.